# スオウ (イラストレーター)
スオウ（Suoh, 1989年12月6日 – ）は、フリーランスイラストレーター。アメリカ合衆国ニューヨークを拠点に、ライトノベルやドラマCD、乙女ゲームのイラストを手がけている。

## 来歴
幼少期、ディズニー映画を好んだスオウは3歳の頃から絵を描き始めた。とりわけ『リトル・マーメイド』や『ポカホンタス』を好み、映画のワンシーンを模倣し、キャラクターの色を変え登場させたり、好きな魚を描き加えるなどの二次創作を行っていた。小学生になる頃には漫画を読むようになり、自身もこんな絵を描きたいとの思いから、次第にオリジナルのイラストを描くようになっていった（→影響）。
中学時代にはスペインを訪れ、アントニ・ガウディの作品の数々に出合う。グエル公園で衝撃を受け、帰国するとガウディにまつわる写真集や関連図書を愛読するようになった。この頃から、ペンタブレットでモノトーンのデジタルイラストを描くようになり、スオウ名義で活動を始める。
2009年に大学へ進むと、カラーのデジタルイラストを描くようになる。描いたイラストはpixivやニコニコ静画を介して発表を始め、2010年10月には携帯アプリ『宇宙恋記∞メビウス』で、自身初となる商業作品のイラスト（キャラクターデザイン・キービジュアル）を担当。その後はアメリカ合衆国の大学院へ進み、在学中ながら『新撰組黙秘録 勿忘草』（2012年）や『ALICE=ALICE』（2013年）のイラストを手がけた。2012年5月卒業。

## 作風

### 造形
目つきが悪いキャラクターを描くことが多く、大胆な色選びと華奢なキャラクター描写を得意としている。イラストのリアリティはさほど重視しておらず、描いた服が実際に着られるかどうかよりも、全体的な印象でみたときにより綺麗に見えるバランスを追求している。

### 技術
強弱のきいた線に無彩色を多用し、鮮やかなイラストの着色にも必ず黒色や白色を使用する。起こしたラフスケッチに、中間色より濃く色をつける部分（明度が低い部分）を黒色で示し、レイヤーを分けながら清書を進め、ベース色、陰影と着色していく。
躍動感があるイラストの制作を好み、初めにイラストの中で風が吹く角度を決め、それに沿うように髪→顔の輪郭→眉→鼻→目→口→耳→胴体を上から順に描いていく。
素描やスケッチは、手軽さからアナログで描くことが多い。常にスケッチブックを持ち歩き、画材にはステッドラーのピグメントライナーや赤色の色鉛筆を使用している。デジタルで描く際には、2015年まではSAIを使用、Photoshopでレタッチを行なっていたが、2016年以降には新たにCLIP STUDIO PAINTやProcreateを導入している。

### 影響
幼少期に憧れていた漫画家には、冨樫義博や高橋留美子の名前を挙げるほか、CLAMPからは絵柄に大きな影響を受けたとしている。自身のペンネームは、『CLAMP学園探偵団』の登場キャラクターである鷹村 蘇芳（たかむら すおう）にちなみ名付けた。

## エピソード
- 記者の父は[26]スオウが絵を描くことに対して常々批判的であったが、かつて自身も油彩画に没頭していたことを明かしてからは、度々絵画の話題で盛り上がるようになった[27]。

- 2020年2月6日、自宅マンションの6階で火災が発生。帰る頃には既に火は消し止められていたが、4階の自室を含むマンションが半水没[28][29]。怪我人はなく、スオウはおよそ2週間のホテル住まいを余儀なくされた[30][31]。当時スオウは、自身がキャラクターデザインを務めた乙女ゲーム『DAIROKU：AYAKASHIMORI[注釈 1]』の追い込み作業の只中であった[32][33]。

## 作品

### ゲーム
- 宇宙恋記∞メビウス（エミック、2010年10月） - キャラクターデザイン・スチルイラスト
- ALICE=ALICE（Rejet、2014年5月） - キャラクターデザイン・イラスト
- BAD APPLE WARS（アイディアファクトリー、2015年11月） - キャラクターデザイン・スチルイラスト
- 一血卍傑-ONLINE-（DMM GAMES、2016年8月） - 「アタゴテング」キャラクターデザイン
- DAIROKU：AYAKASHIMORI（アイディアファクトリー、2020年5月） - キャラクターデザイン・スチルイラスト
- 結合男子（スクウェア・エニックス、2023年6月） - キャラクターデザイン・原画[34]

### ドラマCD
- ぺらぶ！ A cappella love!? シリーズ（フロンティアワークス）- キャラクターデザイン・ジャケットイラスト・読み切り漫画
- 新撰組勿忘草 シリーズ（Rejet、2012年7月 - 2017年2月）- キャラクターデザイン・ジャケットイラスト
- ALICE=ALICE シリーズ（Rejet、2013年10月 - 2014年5月）- キャラクターデザイン・ジャケットイラスト
- ディア♥ヴォーカリスト シリーズ（Rejet、2015年10月 - ）- キャラクターデザイン・ジャケットイラスト・スーパーバイザー
- Paradox Live（エイベックス・ジークレスト、2020年2月 - ） - 「武雷管」キャラクターデザイン

### 書籍
- Powers Selection [新走]『優作の優』（講談社BOX、2011年5月7日、ISBN 978-4062837743） - 挿絵
- その花束は少年で出来ている The bouquet is made of boys. （講談社BOX、2013年3月1日、ISBN 978-4-06-283834-4） - 表紙イラスト・挿絵
- リリーベリー イチゴショートのない洋菓子店（メディアワークス文庫、2013年3月23日、ISBN 978-4048915779） - 表紙イラスト
- クレイとフィン シリーズ（MF文庫J） - 表紙イラスト・扉絵・キャラクターデザイン
  - クレイとフィンと夢見た手紙（2013年9月21日、ISBN 978-4840154109）
  - クレイとフィンと願いの手紙（2014年2月22日、ISBN 978-4040662190）
- 焼け跡のユディトへ（原書房、2014年11月25日、ISBN 978-4562051175） - 表紙イラスト
- 鴉龍天晴（早川書房、2014年12月18日、ISBN 978-4152095084） - 表紙イラスト
- 殺人ハウス（ジャンプ ジェイ ブックス、2015年4月3日、ISBN 978-4087033595） - 表紙イラスト・扉絵・挿絵
- 不良坊主と見習い女子高生の霊感メソッド 祀町 オカルト事件簿（エンターブレイン、2015年4月30日、ISBN 978-4047304284） - 表紙イラスト・扉絵・挿絵
- 煉獄ふたり 優しい幽霊はコンビニにいる（講談社BOX、2015年5月13日、ISBN 978-4062195447）- 表紙イラスト・挿絵
- 異端審問ラボ シリーズ（講談社タイガ） - 表紙イラスト
  - 異端審問ラボ 魔女の事件簿1（2015年12月17日、ISBN 978-4062940122）
  - 異端審問ラボ 魔女の事件簿2（2016年5月19日、ISBN 978-4062940320）
  - 異端審問ラボ 魔女の事件簿3（2016年12月20日、ISBN 978-4062940542）
- ノベルダムと本の虫（角川書店、2016年2月24日、ISBN 978-4041037034） - 表紙イラスト・扉絵・挿絵
- さよなら神様（文春文庫、2017年7月6日、ISBN 978-4167908805） - 表紙イラスト
- 奇奇奇譚編集部 シリーズ（角川ホラー文庫） - 表紙イラスト
  - 奇奇奇譚編集部 ホラー作家はおばけが怖い（2017年9月23日、ISBN 978-4041061374）
  - 奇奇奇譚編集部 幽霊取材は命がけ（2018年3月24日、ISBN 978-4041065884）
  - 奇奇奇譚編集部 怪鳥の丘（2018年9月22日、ISBN 978-4041073193）
- えんま様の忙しい49日間 シリーズ（小学館文庫キャラブン!） - 表紙イラスト
  - えんま様の忙しい49日間（2018年6月6日、ISBN 978-4094065237）
  - えんま様の忙しい49日間 散り桜の頃（2018年12月5日、ISBN 978-4094065916）
  - えんま様の忙しい49日間 光る藤の頃（2019年7月5日、ISBN 978-4094066685）
  - えんま様のもっと！忙しい49日間 新宿発地獄行き（2020年4月7日、ISBN 978-4094067590）
  - えんま様のもっと！忙しい49日間 新宿中央公園の幽霊（2020年11月6日、ISBN 978-4094068467）
  - えんま様のもっと！忙しい49日間 新宿七不思議の謎（2021年11月5日、ISBN 978-4094070873）
- 家政夫くんは名探偵！ シリーズ（マイナビ出版） - 表紙イラスト
  - 家政夫くんは名探偵！（2018年12月19日、ISBN 978-4839967727）
  - 家政夫くんは名探偵！ 〜冬の謎解きと大掃除〜（2019年12月20日、ISBN 978-4839969189）
  - 家政夫くんは名探偵！ 〜春の終わりの洗濯と選択〜（2020年12月18日、ISBN 978-4839973414）
- 怪異探偵の喰加味さんは悪意しか食べない（富士見L文庫、2019年4月15日、ISBN 978-4040731261） - 表紙イラスト
- あやかし温泉郷 龍神様のお嫁さん…のはずですが!?（ポプラ文庫ピュアフル、2020年3月5日、ISBN 978-4591166369） - 表紙イラスト
- 春夏秋冬代行者 シリーズ（電撃文庫） - イラスト[5]
  - 春夏秋冬代行者 春の舞 上（2021年4月9日、ISBN 978-4049135848）
  - 春夏秋冬代行者 春の舞 下（2021年4月9日、ISBN 978-4049137538）
  - 春夏秋冬代行者 夏の舞 上（2022年7月8日、ISBN 978-4049139440）
  - 春夏秋冬代行者 夏の舞 下（2022年7月8日、ISBN 978-4049139433）
  - 春夏秋冬代行者 暁の射手（2023年1月7日、ISBN 978-4049146868）

### その他
- スオウ画集 La Lumi`ere（エンターブレイン、2015年2月28日、ISBN 978-4047302006）
- Last Note.アルバム Finale（2015年8月16日） - ジャケットイラスト
- 豊永利行配信シングル 妖言（2020年4月1日） - ジャケットイラスト
- 東海オンエア虫眼鏡・島﨑信長 声YouラジオZ
- にじさんじ 小柳ロウ (2023年4月26日) - キャラクターデザイン
- デュエル・マスターズ　 瞬閃と疾駆と双撃の決断(金トレジャー)　　カードイラスト